# Гребля Гаргар

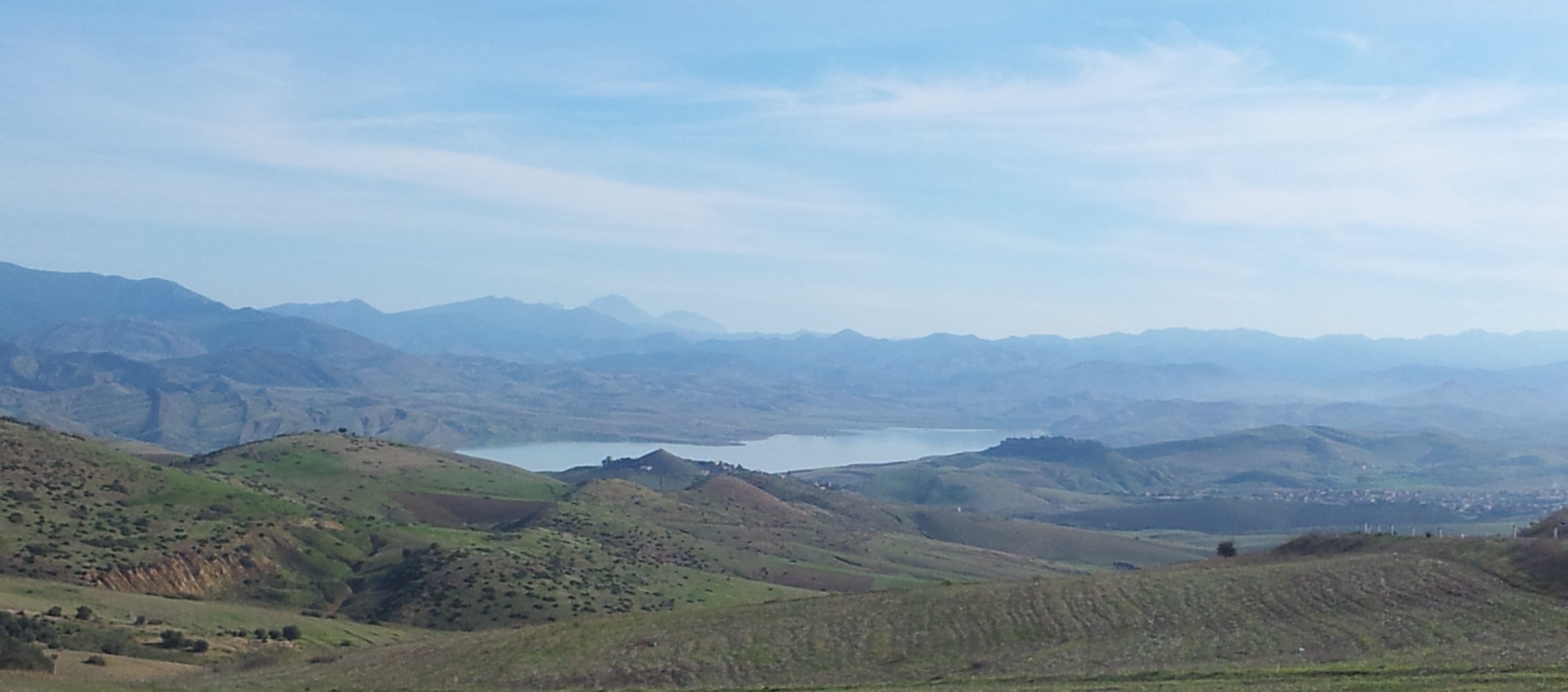
Вид на водосховище

Гребля Гаргар (Gargar) – гідротехнічна споруда на півночі Алжиру.
Греблю спорудили в 1984 – 1988 роках на уеді Rhiou, який є лівою притокою уеду Челіф в його середній течії, де він тривалий час тече між хребтами Тель-Атласу у західному напрямку перш ніж прорватись через північний з них та досягнути Середземного моря за сім десятків кілометрів на схід від Орану. Водозбірний басейн вище від споруди складає 663 км2, а її головним призначенням є водопостачання та іригація.
В межах проекту долину уеду перекрили земляною греблею із глиняним ядром висотою 90 метрів, довжиною 400 метрів та шириною від 10 (по гребеню) до 480 (по основі) метрів. 
Гребля утворила витягнуте по долині річки на 10 км водосховище, яке при нормальному рівні поверхні на позначці 118 метрів НРМ має площу 21 км2 та об’єм 450 млн м3, з яких 300 млн м3 віднесли до корисного об’єму. Станом на 2003 рік унаслідок замулювання об’єм скоротився до 437 млн м3. Під час повені рівень може зростати до 130 метрів НРМ (висота гребеню споруди) при збільшенні площі водойми до 27,5 км2.